# Minthodes transiens
Minthodes transiens là một loài ruồi trong họ Tachinidae.